# 措特巴赫河
49°36′52″N 12°25′29″E / 49.61453°N 12.42465°E

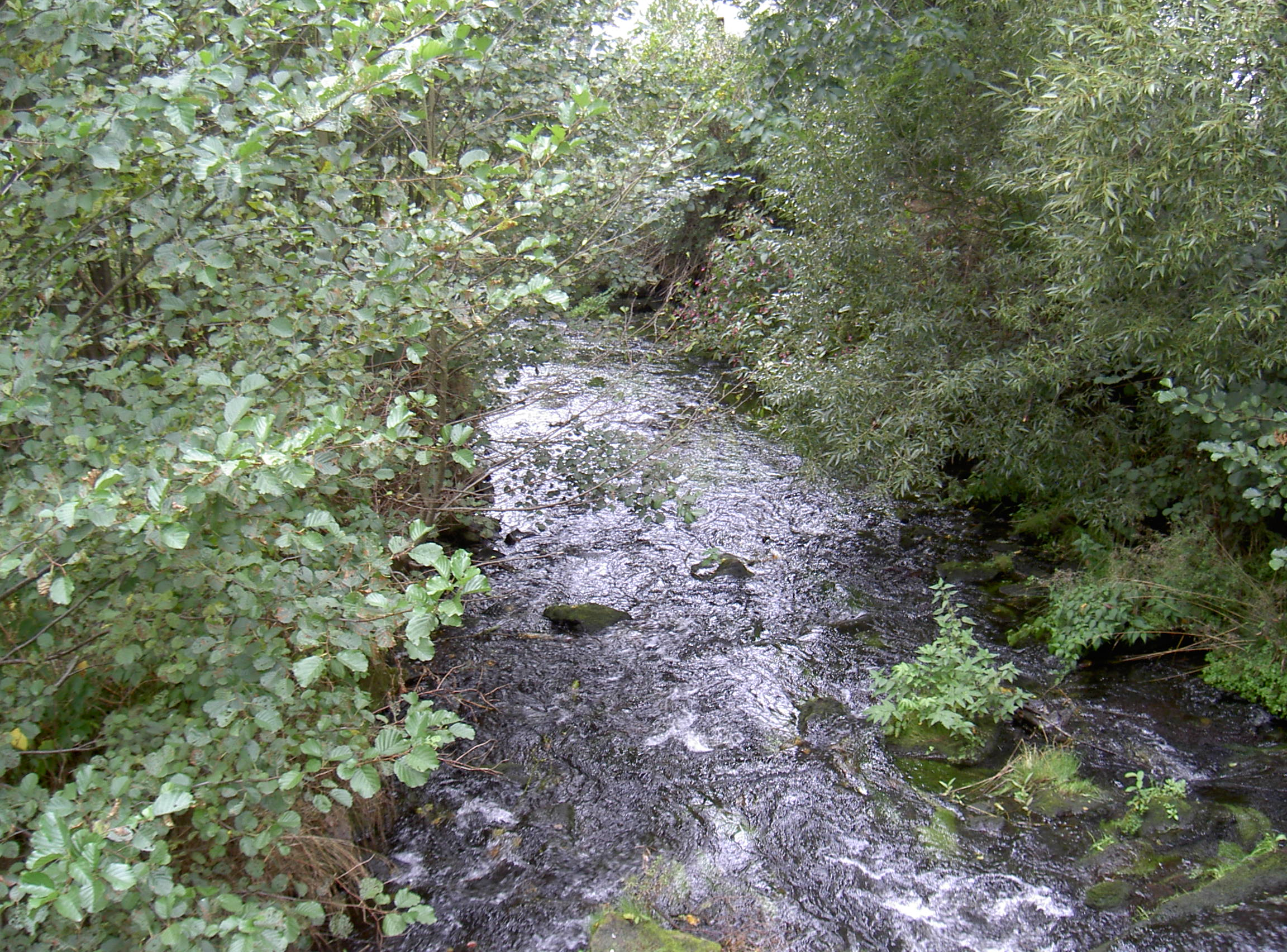

措特巴赫河（德語：Zottbach）是德國的河流，位於該國東南部，由巴伐利亞負責管轄，屬於普夫賴姆德河的右支流，河道全長28.9公里，流域面積98.6平方公里。